# Dick Vitale's "Awesome, Baby!" College Hoops
Dick Vitale's "Awesome, Baby!" College Hoops és un videojoc d'esports de bàsquet universitari desenvolupat i publicat per Time Warner per a Sega Genesis l'any 1994. El joc compta amb la veu i l'aparença del periodista esportiu de bàsquet Dick Vitale i sovint inclou les seves cites i frases. Els jugadors prenen el paper de diversos equips de bàsquet universitari dels Estats Units en una pista 3D que gira automàticament per adaptar-se a la posició del jugador, aquest va ser un argument de venda important per al joc.
El joc va rebre crítiques generalment positives per part dels crítics. Els gràfics del joc i la pista giratòria van ser elogiats, i GameFan va qualificar el joc de "meravella tècnica". Van ser més negatius cap a la banda sonora i els efectes de so del joc, però. GamePro va qualificar la banda sonora de "terrible" i va declarar que els jugadors o "estimarien" o "odiarien" el comentari de Dick Vitale.